# L'Histoire personnelle de David Copperfield
Pour plus de détails, voir Fiche technique et Distribution.
L'Histoire personnelle de David Copperfield (The Personal History of David Copperfield) est une comédie dramatique américano-britannique co-écrit et réalisé par Armando Iannucci, sorti en 2019.
Il s'agit d'une adaptation cinématographique du roman David Copperfield de Charles Dickens.

## Synopsis
David Copperfield est né de sa mère veuve, Clara, et commence à enregistrer des citations remarquables de sa vie sur des bouts de papier. Enfant, il rend visite à la famille de sa nounou Peggotty dans leur hangar à bateaux renversé à Yarmouth et revient pour découvrir que Clara a épousé le strict M. Murdstone. Intimidé par sa nouvelle belle-tante et battu par son beau-père, David est envoyé travailler dans l'usine d'embouteillage de Murdstone à Londres, où il loge chez la famille Micawber, poursuivie par ses créanciers. Jeune homme, David travaille toujours à l'usine, tandis que les Micawbers sont expulsés par des huissiers et envoyés en prison pour dettes. Informé de la mort de sa mère seulement après ses funérailles, David fait des ravages dans l'usine et part pour Douvres pour retrouver sa riche tante Betsey Trotwood, son seul parent vivant. Son locataire, l'excentrique M. Dick, se croit accablé par les pensées de feu le roi Charles Ier et, comme David, les note. David attache ces notes à un cerf-volant pour que M. Dick vole, l'aidant à se vider l'esprit, et rencontre le comptable de Betsey, M. Wickfield, et sa fille Agnès. Admis dans une école pour garçons, David se lie d'amitié avec son camarade de classe James Steerforth et est assommé lors d'un match de boxe avec un voyou local. M. Micawber rejoint brièvement l'école en tant qu'enseignant, mais est dénoncé par Steerforth comme une fraude, ce qui conduit le greffier de M. Wickfield, Uriah Heep, à essayer de faire chanter David en connaissant son passé. Lors d'une fête d'adieu à l'école, David rencontre la mère de Steerforth et tombe amoureux d'une fille nommée Dora Spenlow. Il est engagé comme avocat stagiaire dans le cabinet du père de Dora à Londres, où il mène la vie d'un "jeune gentleman" et courtise Dora.
Betsey arrive à Londres avec M. Dick, ayant perdu sa fortune et sa maison, et David est obligé de décamper avec eux dans un taudis offert par Uriah, qui a manipulé M. Wickfield pour en faire un partenaire et tente de courtiser Agnès. David rend visite à la famille de Pegotty avec Steerforth, qui s'enfuit avec la fille adoptive de Pegotty, Emily, laissant son fiancé de longue date Ham. M. Micawber vit maintenant dans la rue avec sa famille et a mis en gage son accordéon bien-aimé, qu'il demande à M. Dick de racheter. Au lieu de cela, M. Dick le lui vole et David invite les Micawbers à emménager avec lui, Betsey et M. Dick. David commence à écrire l'histoire de sa vie sous forme de livre, en utilisant les fragments qu'il a conservés depuis l'enfance. Agnès demande à David, Micawber, Betsey et M. Dick une lettre écrite par M. Wickfield comme preuve des méfaits d'Uriah. Ils confrontent Uriah, qui a détourné des fonds - y compris la fortune manquante de Betsey - en falsifiant la signature de M. Wickfield, présentant la lettre comme preuve. David frappe Uriah après que le méchant greffier ait frappé Betsey et le renvoie. Reconnaissant qu'elle ne rentre plus dans «l'histoire» de David, Dora annule leurs fiançailles, lui demandant de l'écrire hors de son livre. Emily est repérée à Londres et confrontée à la mère de Steerforth, mais sauvée par la famille de David et Pegotty. Elle révèle que Steerforth l'a abandonnée en France, mais il reviendra le lendemain à Yarmouth. Lorsqu'une tempête fait naufrage le bateau de Steerforth au large de la plage de Yarmouth, Ham nage sur une ligne, mais Steerforth refuse d'être secouru et se noie. Pleurant la mort de son ami, David se rend compte qu'il est amoureux d'Agnès, qui lui rend la pareille. Il publie son livre avec un grand succès, effectuant des lectures publiques de son histoire. Sa nouvelle carrière d'écrivain lui permet de racheter la maison de Betsey pour elle et M. Dick et de continuer à soutenir les Micawbers, et lui et Agnès se marient et ont une fille.

## Fiche technique
- Titre français : L'Histoire personnelle de David Copperfield
- Titre original : The Personal History of David Copperfield
- Réalisation : Armando Iannucci
- Scénario : Armando Iannucci et Simon Blackwell, d'après le roman David Copperfield de Charles Dickens
- Photographie : Zac Nicholson
- Montage : Mick Audsley et Peter Lambert
- Musique : Christopher Willis
- Production : Armando Iannucci et Kevin Loader
- Sociétés de production : FilmNation Entertainment et Film4
- Sociétés de distribution : Lionsgate (Royaume-Uni), Searchlight Pictures (Amérique du Nord), Prime Video (France)
- Budget : 15 600 000 $
- Pays de production :  États-Unis,  Royaume-Uni
- Langue originale : anglais
- Format : couleur — 2,35:1
- Durée : 119 minutes
- Genre : comédie dramatique
- Dates de sortie :
  - Canada : 5 septembre 2019 (Festival international du film de Toronto)
  - Royaume-Uni : 24 janvier 2020
  - États-Unis : 28 août 2020
  - France : 25 janvier 2021 (sur Prime Video)

## Distribution
- Dev Patel (VF : Juan Llorca) : David Copperfield
  - Ranveer Jaiswal : David Copperfield (4-7 ans)
- Aneurin Barnard (VF : Stanislas Forlani) : Steerforth
- Peter Capaldi (VF : Nicolas Marié) : Wilkins Micawber
- Morfydd Clark (VF : Claire Baradat) : Dora Spenlow / Clara Copperfield
- Daisy May Cooper (en) (VF : Daria Levannier) : Peggotty
- Rosalind Eleazar (en) (VF : Vanessa Van-Geneugden) : Agnes Wickfield
- Hugh Laurie (VF : Féodor Atkine) : Mr Dick
- Tilda Swinton (VF : Françoise Cadol) : Betsey Trotwood
- Benedict Wong (VF : Enrique Carballido) : Mr Wickfield
- Ben Whishaw (VF : Yoann Sover) : Uriah Heep
- Nikki Amuka-Bird (VF : Virginie Emane) : Mrs Steerforth
- Paul Whitehouse (VF : Patrice Dozier) : Daniel Peggotty
- Ruby Bentall : Janet
- Darren Boyd : Murdstone
- Gwendoline Christie : Jane Murdstone
- Bronagh Gallagher (VF : Léovanie Raud) : Mrs Micawber
- Aimée Kelly : Emily
- Anna Maxwell Martin : Mrs Strong
- Victor McGuire : Creakle
- Sophie McShera : Mrs Crupp
- Phaldut Sharma : Boucher

## Distinction

### Nomination
- Golden Globes 2021 : Meilleur acteur dans un film musical ou une comédie pour Dev Patel
- BAFTA 2020 : Meilleur casting pour Sarah Crowe